# Elachista chamaea
Elachista chamaea  (лат.) — вид мелких бабочек рода Elachista, семейства Злаковые моли-минёры (Elachistidae). Впервые описан в 2003 году финским энтомологом Л. Кайла.

## Распространение
Эндемик России; обитает на юге Уральских гор и в Республике Тыва.